# 卒業 ～Next Graduation～
《卒業 ～Next Graduation～》是IRI Commerce and Technology於2005年6月在Windows平台上發售的教師模擬遊戲，為《卒業》系列繼《卒業III ～Wedding Bell～》以來暌違7年的新作品。
在台灣由英特衛多媒體代理發行中文電腦版。2006年3月9日在PlayStation 2上發售了題名為《卒業 2nd Generation》的移植版。
在中國大陆由北京娱乐通公司代理PC版. 2006年10月30日发布了豪华版（与见习天使捆绑），稍后发行了普通版，名为「毕业生 Next Graduation——华青女子中学恋爱物语」。

## 概要
承襲系列作品的特徵，本作品遊玩家扮演5個問題學生的導師，教導她們順利畢業。

## 故事前情
過去就讀過清華學園高等部的傳說5人組——新井聖美、加藤美夏、志村麻美（志村まみ）、高城麗子、中本静，在學校裡製造了各式大大小小的問題；經由某位新任教師嚴厲但溫馨的指導後，順利地從學校畢業。然而，清華學園又即將再次掀起軒然大波：當時的教師重回清華學園教書，擔任清華學園中等部3年B班的導師，而轉校過來的竟然是當時學生的女兒。

## 人物
新井家：
新井聖美 （聲優：鶴弘美）
新井勝美 （聲優：吉原ナツキ）
高城家：
高城麗子（聲優：冬馬由美）
（聲優：植田佳奈）
加藤家：
加藤美夏（聲優：嶋方淳子）
加藤結夏（聲優：鹿野優以）
志村家：
志村麻美（志村まみ）（聲優：芳野日向子）

中本家：
中本静（聲優：久川綾）
中本梓（聲優：鎌田梢）
副導師：
諏訪優美子（聲優：満仲由紀子）

## 外部連結
- 卒業 Next Generation（線上備份） （日語）